# Michael Modubi
Michael „Masilo“ Modubi (* 22. April 1985 in Polokwane) ist ein ehemaliger südafrikanischer Fußballspieler. 

## Karriere
Modubi lebte und trainierte in seiner Jugendzeit an der Transnet Soccer School of Excellence, einem unter anderem vom südafrikanischen Fußballverband geförderten Internat für die größten Fußballtalente des Landes. Beim Milk Cup 2002, einem renommierten internationalen Jugendturnier in Nordirland, wurde Modubi, wie auch seine Mannschaftskollegen Boy-Boy Mosia und Jeffrey Ntuka-Pule, vom FC Chelsea gescoutet und 2003 unter Vertrag genommen. Wegen der vergleichsweise strengen Anforderungen für eine Arbeitserlaubnis in Großbritannien wurde Modubi, gemeinsam mit seinen beiden Kameraden, nach kurzer Zeit an den belgischen Klub KVC Westerlo verliehen, der eine Art Farmteam des FC Chelsea darstellt.
Bei Westerlo blieb „Masilo“ Modubi die folgenden sechs Jahre, die für ihn sehr unterschiedlich verliefen. Während er in den Spielzeiten 2002/03, 2006/07 und 2008/09 regelmäßig zu Einsätzen kam, war er in den anderen Spielzeiten nur Ergänzungsspieler. Im November 2008 erhielt er einen belgischen Pass, wodurch er in Zukunft arbeitsrechtlich als Europäer gilt. Sein Vertrag bei Chelsea lief im Sommer 2009 aus.
2007 wurde Modubi für den COSAFA Cup 2007 erstmals in die südafrikanische Nationalmannschaft berufen und kam in der Qualifikationsrunde zu zwei Einsätzen. Anfang 2009 setzte ihn Nationaltrainer Joel Santana in zwei Freundschaftsspielen gegen Norwegen und Portugal ein und berief ihn in das provisorische Aufgebot für den Konföderationen-Pokal 2009. Die Nominierung ins endgültige Aufgebot blieb ihm allerdings verwehrt.